# 伊利亚·卢普莱斯库
伊利亚·卢普莱斯库（羅馬化：Ilija Lupulesku，1967年10月30日—），南斯拉夫男子乒乓球运动员。他曾代表南斯拉夫获得1988年夏季奥运会乒乓球比赛男子双打银牌。

## 家庭
前妻亚斯娜·法兹利奇。